# Aula Palatina
Aula Palatina (saguão palatino), do ano 310, é uma construção de tijolos com forma alongada e retangular na cidade de Trier, Alemanha. Mede 67 m de comprimento, 27,5 m de largura e 30 m de altura e exibe uma grande abside semicircular, que abrigava o trono do imperador romano.
Depois de saques perpetrados por tribos germânicas, o edifício ficou quase destruído. No século XII a abside foi transformada em torre para acomodar o arcebispo. No século XVII o Aula Palatina passou a fazer parte do recém-construído Kurfürstliches Palais (Palácio Eleitoral) e a parede leste foi parcialmente demolida. Nos períodos napoleónico e prussiano o local serviu de alojamento militar. O rei Frederico Guilherme IV da Prússia ordenou a reconstrução da Aula Palatina, que desde 1856 abriga a igreja protestante de São Salvador. Reerguida após o bombardeio de 1944 na Segunda Guerra Mundial, seu tamanho ainda transparece extraordinário.